# Colombie (Schiff)
Die Colombie war ein 1931 in Dienst gestelltes Passagierschiff der französischen Reederei Compagnie Générale Transatlantique. Sie stand mit Unterbrechungen bis 1964 im Liniendienst nach Westindien und konnte auch für Kreuzfahrten genutzt werden. Seine letzten Dienstjahre verbrachte das Schiff als Atlantica unter griechischer Flagge. 1968 wurde es ausgemustert, 1970 teilweise in Perama und schließlich 1974 vollständig in Barcelona abgewrackt.

## Geschichte
Die Colombie entstand unter der Baunummer 144 in der Werft von Ateliers et Chantiers de France in Dunkerque und lief am 18. Juli 1931 vom Stapel. Nach der Ablieferung an die Compagnie Générale Transatlantique im September 1931 nahm das Schiff am 1. November 1931 den Liniendienst von Le Havre nach Westindien auf. Es konnte zudem auch für Kreuzfahrten eingesetzt werden.
Nach Kriegsausbruch war die Colombie ab 1940 in Martinique aufgelegt. Im Dezember 1942 wurde sie nach Casablanca überführt, von den Vereinigten Staaten beschlagnahmt und nach Umbauarbeiten 1943 als Truppentransporter eingesetzt. Ab Januar 1945 diente sie als Lazarettschiff unter dem Namen Aleda E. Lutz, benannt nach einer 1944 gefallenen, US-amerikanischen Krankenschwester.
Im April 1946 ging die Colombie wieder in den Besitz der Compagnie Générale Transatlantique über. Nach einem erneuten Einsatz als Lazarettschiff in Indochina 1948 wurde sie umgebaut und hatte fortan nur noch einen Schornstein, die Passagierkapazität erhöhte sich von 491 auf 578. Die erste Überfahrt nach Westindien nach den umfangreichen Umbauarbeiten erfolgte im November 1950.
Nach insgesamt fast 33 Jahren Dienstzeit wurde die Colombie im April 1964 an die griechische Reederei Typaldos Bros. verkauft und in Atlantic umbenannt, erhielt jedoch noch im selben Jahr den Namen Atlantica. Im April 1965 nahm das Schiff den Liniendienst zwischen Venedig, Kefalonia, Piräus, Iraklio, Haifa, Limassol, Rhodos und Izmir zurück nach Piräus und Venedig auf. Nach drei Jahren im Einsatz war die Atlantica ab 1968 in Perama aufgelegt.
1970 wurde das Schiff zu Teilen in Perama abgewrackt. Der Rest der Atlantica traf im Mai 1974 zum Abbruch bei D. Descasa in Barcelona ein.